# Нерон
Неро́н Кла́вдій Це́зар А́вгуст Герма́нік (лат. Nero Claudius Caesar Augustus Germanicus; уроджений — Лу́цій Домі́цій Агеноба́рб (лат. Lucius Domitius Ahenobarbus), з 50 по 54 — Неро́н Кла́вдій Це́зар Друз Германі́к (лат. Nero Claudius Drusus Germanicus), відоміший під ім'ям Неро́н; 15 грудня, 37 — 9 червня, 68, Рим) — римський імператор, п'ятий і останній з династії Юліїв-Клавдіїв.
Також принцепс Сенату, трибун (лат. Tribuniciae potestatis), Батько Вітчизни (лат. Pater patriae), Великий понтифік (лат. Pontifex Maximus) (з 55 р.), п'ятикратний консул (55, 57, 58, 60, 68 років).

## Біографія

### Походження
Батьками Нерона були Гней Доміцій Агенобарб та його дружина Юлія Агріппіна (Агріппіна Молодша). За батьківською лінією Луцій Доміцій Агенобарб (ім'я Нерона при народженні) належав до давнього плебейського роду Доміціїв. Його рід поділявся на два сімейства — Кальвініїв та Агенобарбів. Агенобарби (лат. Ahenobarbus — рудобородий) мали родову ознаку — руду бороду. По материнській лінії майбутній імператор був родичем Тиберія (Агріппіна була донькою Германіка, який доводився Тиберію небожем і названим сином). Нерон доволі дивно визначав своїх предків. Він означав себе не сином Агріппіни, а онуком Германіка, правнуком Тиберія, прапраонуком Августа.

### Народження і дитинство
Луцій Доміцій Агенобарб народився 15 грудня 37 року неподалік від Рима — в місті Анціум, в районі Лаціум та Кампанія, що в центральній Італії. Римським імператором на той час був Калігула, рідний брат матері Луція.
За свідченнями античних істориків, у відповідь на привітання друзів з народженням первістка батько Нерона відповів, що «від його шлюбу з Агріппіною не може народитися нічого, крім горя і жаху для людства» Светоній написав, що імператор Калігула у відповідь на прохання сестри вибрати ім'я для сина, назвав немовля Клавдієм, оскільки дядько імператора Клавдій був посміховиськом всього двору. Утім, це свідчення не відповідає дійсності, оскільки при народженні Нерон отримав ім'я Луцій Доміцій Агенобарб, а Клавдієм його нарекли вже після усиновлення імператором Клавдієм.
Мати Луція Доміція більшу частину часу проводила при дворі брата, з яким мала дуже добрі стосунки. Нерон же в цей час жив разом з батьком на його віллі між Анцієм і Римом. 39 року Агріппіна разом із сестрою Юлією Лівіллою була звинувачена у змові проти імператора з метою його повалення. Їхнього спільника і коханця Марка Емілія Лепіда стратили, а сестер відправили у заслання, де вони жили у поганих умовах. Наступного року помер від хвороби батько Луція Доміція, тож його малолітній син у той час жив у своєї тітки Доміції Лепіди у великій бідності.
Після убивства Калігули 41 року до влади прийшов його дядько Клавдій. Він повернув із заслання племінниць. Становище Агріппіни у той час було складним, адже усі її маєтки привласнив собі покійний брат, а її чоловік помер. Клавдій організував їй шлюб із консулом Гаєм Саллюстієм Кріспом, який був багатий і набагато старший за Агріппіну. 47 року Крісп помер, у Римі ходили чутки, що це була справа рук Агріппіни. Після себе він залишив величезний спадок, який перейшов до Агріппіни і Нерона.
Дружина Клавдія Валерія Мессаліна бачила в малому Нероні супротивника її сину Британніку в боротьбі за трон імператора. Светоній писав, що ходили чутки, за якими Мессаліна навіть підсилала до підлітка убивць, які б мали задушити його під час обіднього сну, але вони злякалися, побачивши зміїну шкіру біля узголов'я ліжка.

### Передісторія приходу до влади
25 лютого 50 року Клавдій після смерті своєї дружини Мессаліни одружився зі своєю племінницею Агріппіною Молодшою і присвоїв їй титул Августи (імператриці). Він усиновив її сина від першого шлюбу Луція Доміція Агенобарба, котрий прийняв ім'я Нерон Клавдій Цезар. Цим усиновленням відсувався від трону рідний син Клавдія Британнік. Щоб прискорити прихід до влади свого сина, Агріппіна отруїла Клавдія грибами і 13 жовтня 54 року той помер.

### Історія правління

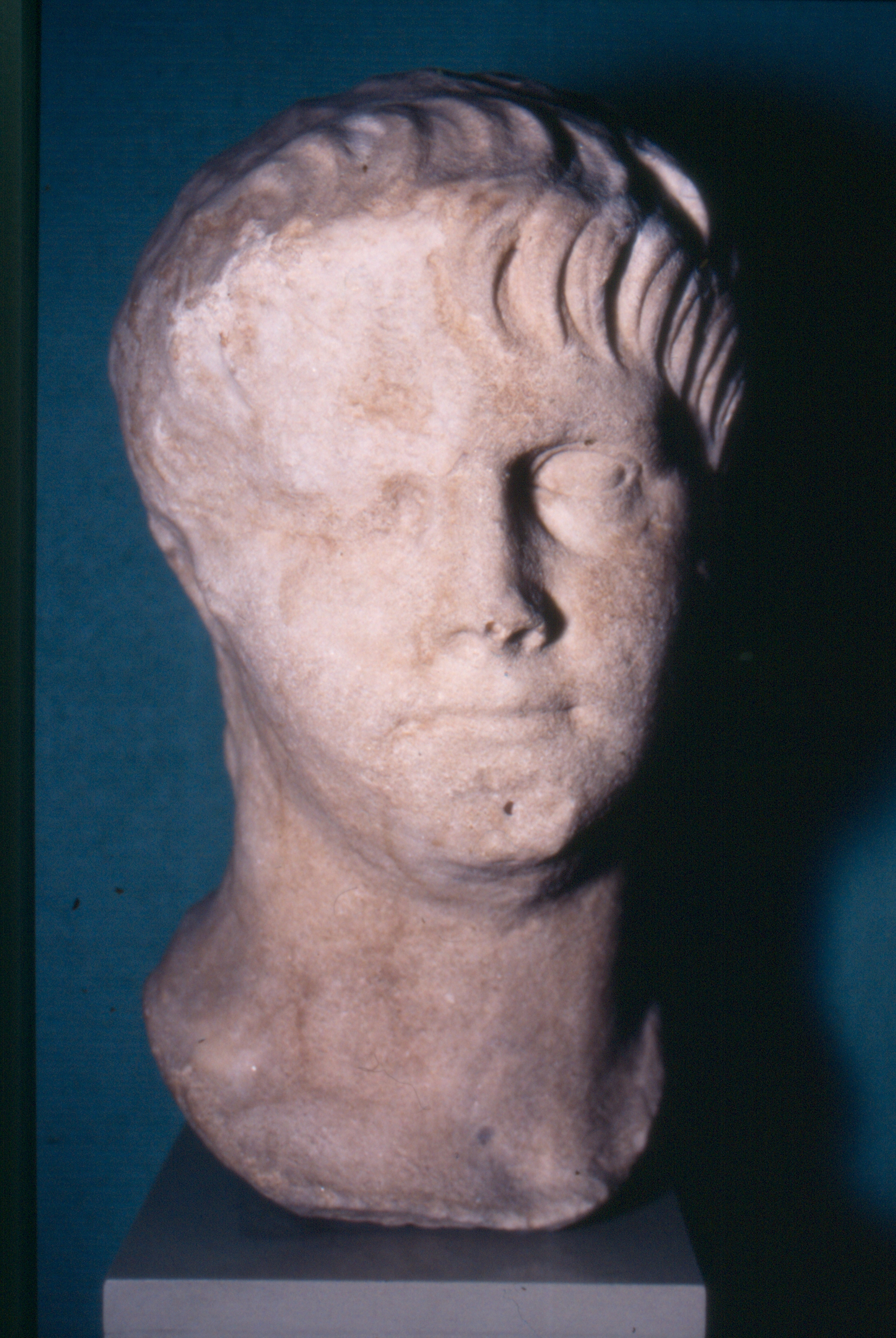
Бюст Нерона

Нерон став імператором у день смерті Клавдія, якого він ушанував чудовим похованням, похвальною промовою й обожнюванням.
До 62 року юний імператор залишався під впливом префекта преторіанців Секста Афранія Бурра і свого наставника Луція Аннея Сенеки, що орієнтували його на зближення із сенатом. Нерон обіцяв узяти за зразок правління свого предка Октавіана Августа. Він також підлестив сенату і консулам, заявляючи, що ті могли б дійсно правити державою, як у часи республіки.
Спочатку правління Нерона було цілком адекватне. Уряд ужив заходів для наведення суспільного порядку, для боротьби проти фальшивомонетників і реформував методи формування скарбниці. Провінції було звільнено від сплати величезних грошових сум на проведення гладіаторських виступів. У 54 році дозволив повернутися в Рим євреям, вигнаним звідти 49 року. Сам Нерон, подорослішавши, серйозно зайнявся державними справами, особливо своїми суддівськими обов'язками, при здійсненні яких упроваджував корисні процедурні ідеї. Перше п'ятиріччя правління Нерона було настільки вдалим, особливо стосовно розширення імперії, що згодом Траян, обґрунтовано, досить часто повторював, що правління усіх принцепсів набагато поступається цьому п'ятиріччю Нерона. Однак поступово під впливом лестощів та необмеженої влади імператор, його поведінка та правління змінилися.
Поступово Нерон почав виходити з-під впливу оточення, одночасно усе більше проявлялися його нестриманість, безмірне самолюбство та жорстокість. Першим він отруїв свого зведеного брата Британіка — за легендою через те, що той мав кращий голос, хоч певно просто позбувався претендента на владу.
Ненавидів він і свою матір Агріппіну Молодшу. Спершу Нерон позбавив її всіх почестей і забрав варту, після чого вигнав з палацу. Тричі намагався отруїти, але Агріппіна попередньо приймала протиотруту. Тоді він вигадав спеціальний корабель-пастку і запросив Агріппіну на бенкет у Байї. Тацит присвятив цій події один зі своїх творів. Свинцева брила, що мала вбити Агріппіну, застрягла в бильці ліжка, тож хоч корабель і розламався, вона не потонула та змогла доплисти до берега, де її, однак, все одно вбили.
Матеревбивство вважалося в Римі найтяжчим злочином. Як виправдання Нерон заявив сенатові, що Агріппіна задумала замах на його життя, і він був змушений піти на вбивство. У ті часи сенатори, які ненавиділи Агріппіну як ворога батьківщини, не сумували з приводу її смерті. Так само поставилося до цього населення і преторіанці.
У 62 році почався новий етап імператорства: Сенека і Бурр пішли з політичної сцени. Спочатку Бурр помер від пухлини горла. На посаді префекта преторіанців його змінили напарники Феній Руф і Гай Софоній Тіґеллін, сицілієць, який заохочував шаленства імператора, і став його злим генієм. Сенека не міг ужитися з Тіґелліном і свавільним учнем, тому пішов у відставку, тим більше, що мав завдяки подарункам Нерона чималі статки. Попри відхід від політики в 65 році Нерон змусив філософа покінчити життя самогубством.
За Нерона погіршилась якість карбування монети, якщо від Цезаря карбували золоту монету із розрахунку 40 одиниць на фунт, то за Нерона від 60 року спостерігається значне погіршення якості золотої монети, тепер на фунт припадало 45 одиниць. Замість 80 срібних монет, тепер припадало 96.
Натхненний лестощами Сенеки Нерон уявляв себе великим артистом. Пізніше, до цього додалося захоплення колісними перегонами та спортом. Нерон вважав себе неперевершеним музикантом, візницею та атлетом. «Він вірив у те, що у співі дорівнює Аполлонові, у перегонах — Геліосові, думав також наслідувати справи Геракла. Оповідали, що вже був приготований лев, якого він мав убити палицею або задушити голими руками на очах глядачів на арені», — оповідав історик Светоній. Імператор почав виступати публічно, що вже само по собі було для римлян ганебною справою. Під час співу Нерона нікому не дозволялося виходити з театру, навіть за необхідністю. Колосальне самолюбство збуджувало в ньому невгамовну спрагу до слави, а його заздрість до усіх тих, хто звертав на себе увагу публіки, доходила до шаленства — чужий успіх був у його очах злочином.
Нерон демонстрував свою необмежену владу частою зміною дружин. Задля одруження з Поппеєю Сабіною Нерон відправив у заслання, а потім велів умертвити свою першу дружину Октавію, дочку Клавдія, завдяки шлюбу з якою він власне і став імператором. Нову дружину за однією з версій побив ногами під час нападу люті, від чого Поппея померла, за іншою – Поппея померла під час пологів. Сумуючи за дружиною, він наказав оскопити схожого на неї раба Спора і одружився з ним.
У ніч з 18 липня на 19 липня 64 року у Римі почалася «Велика пожежа» — вогонь, що спалахнув у центрі міста, не вщухав протягом тижня, що призвело до руйнації близько двох третин Рима. Вигоріло 10 районів міста з 14, згорів навіть імператорський палац. Через кілька днів після пожежі християн звинуватили в підпалі міста. Це стало приводом для початку масових катувань і вбивств християн, так званого першого гоніння.
Імператор Нерон скористався цією подією, щоб перебудувати місто — було змінено планування, розширено вулиці та розпочато будівництво нового «Золотого палацу». Через це деякі давні історики стверджують, що сам Нерон наказав підпалити місто. Втім, сучасні дослідники схильні вважати, що ймовірніше це спроба політичних супротивників приписати кривавому тирану ще один гріх.
Масштабні будівельні проекти й ігри поглинали величезні кошти. Тому з метою конфіскації майна багатих сенаторів були відновлені судові переслідування «за образу величі».
Слід зазначити, що репресії зачіпали лише досить вузький прошарок столичної знаті. Населення та армія в цілому залишалися байдужими до безумств імператора, саме тому Нерон правив 14 років, на відміну від Калігули, який не протримався при владі й трьох. Тож загалом період правління Нерона був мирним. Лише в далеких куточках імперії відбувалися окремі прикордонні сутички: поразка і повстання іценів у Британії. З іншого боку був удалий похід проти парфян Гнея Доміція Корбулона, що затвердило римське панування у Вірменії. А царя Трідата І Нерон коронував у Римі. Також окуповано ряд міст Боспорського царства, приєднано державу Понт. 
Під кінець свого правління Нерон державними справами не займався, так він заявив, що лише елліни зможуть оцінити його талант і в 67 році поїхав до Греції і на різних ігрищах виступав як співак, актор і колісничий на різноманітних змаганнях. Імператор брутально порушив олімпійські ідеали і загальновизнані принципи, пішов навіть на те, щоб собі на догоду порушити непорушною доти хронологію проведення Олімпійських ігор. Прагнучи одночасно стати переможцем всіх чотирьох змагань загальногрецького масштабу — Олімпійських, Істмійських, Немейських і Піфійських ігор, Нерон домігся перенесення — на два роки пізніше — термінів ігор 211-ї Олімпіади. Завдяки цьому в 67 році відбулися всі чотири згадані змагання, а Нерон, хоча під час кінних змагань на колісницях в Олімпії впав і вибув зі змагань, проте був проголошений олімпійським чемпіоном; крім того, отримав вінки переможця навіть в тих видах програми Ігор, де він взагалі не брав участі. Зрештою Нерон отримав 18 тисяч вінків.
Врешті-решт, безумства імператора разом зі страхом за своє життя викликали декілька змов. У березні 68 року намісник Центральної Галлії, Гай Юлій Віндекс, підняв проти Нерона повстання. Теж саме в Іспанії зробив Гальба. Луцій Клодій Макр очолив заколот на півночі Африки. Імператор міг би перебороти кризу, якби діяв рішуче та енергійно. Але Нерон, здавалося, був здатний тільки мріяти про фантастичні акти відплати чи чудесну зміну в настрої бунтівних військ під впливом його мистецьких «дарувань».
9 червня 68 року Нерон покінчив із собою. За легендою, останніми його словами були: «Який великий артист гине».

## Пам'ять

### У відеоіграх
- У відеогрі Zombie Army Trilogy, в замку Адольфа Гітлера Фольтершлосс висять портрети історичних постатей, які прославились своєю жорстокістю. Серед них є і портрет Нерона.